# 南京市江心洲初级中学
南京市建邺区江心洲中学（又称江心洲中学）是南京市的一所普通中学。

## 学校简史
- 1964年9月建校，原名南京市江心洲农业中学
- 1981年5月更名为南京市江心洲初级中学
- 2002年划为建邺区管理